# Amphicoma iberica
Amphicoma iberica is een keversoort uit de familie Glaphyridae. De wetenschappelijke naam van de soort is voor het eerst geldig gepubliceerd in 1980 door Drioli.